# Козачковский, Домиан Иванович
Домиан (Демьян) Иванович Козачковский (укр. Доміа́н Іва́нович Козачко́вський; 13 ноября 1896, с. Лисичья Полтавская губерния (ныне Чутовского района, Полтавской области, Украина) — 17 марта 1967, Львов) — украинский советский актёр театра и кино, режиссёр. Народный артист УССР (1954).

## Биография

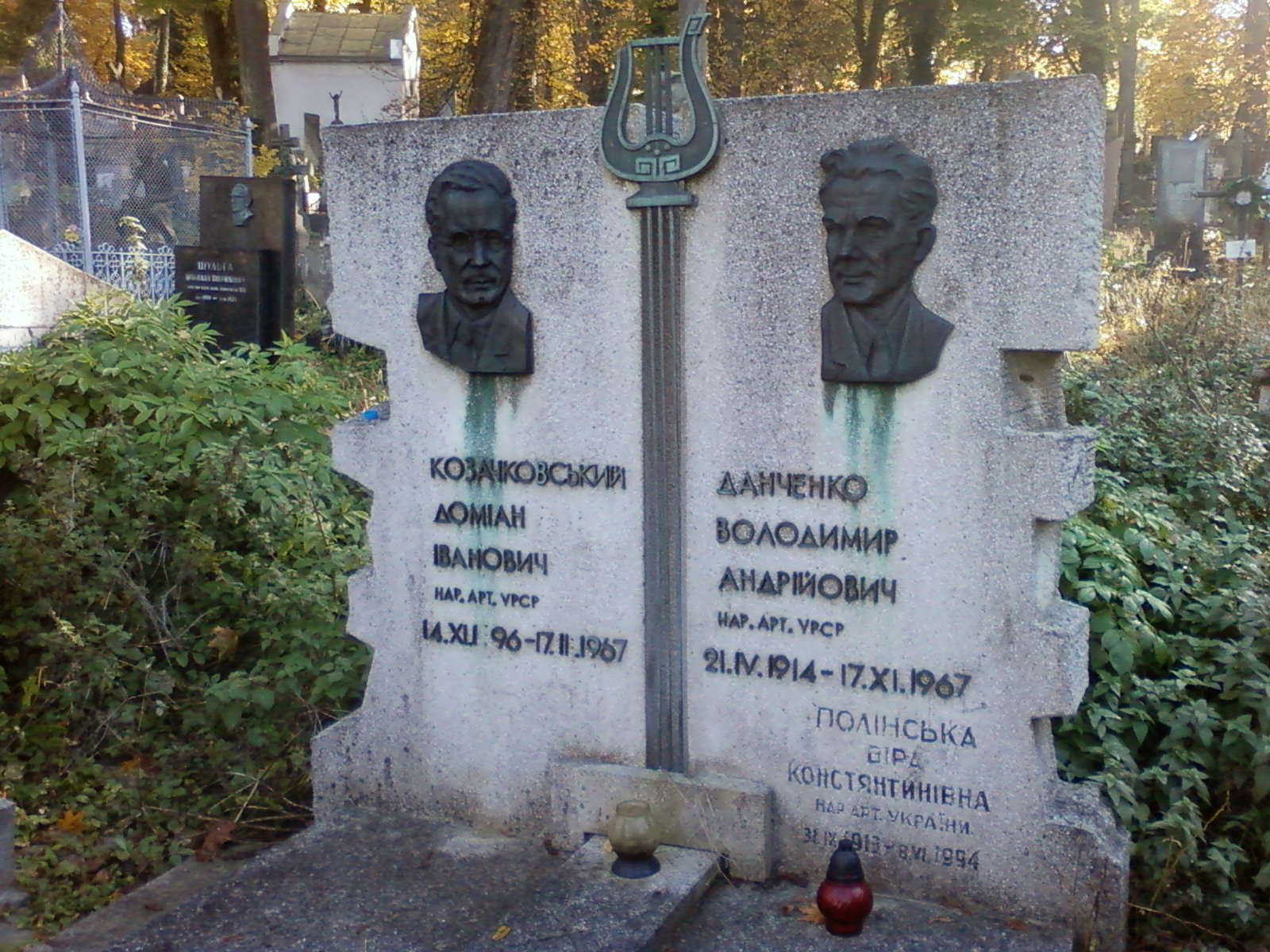
Памятник на могиле Домиана Козачковского и Владимира Данченко на Лычаковском кладбище (Львов), автор Лаврентий Борисович Гром

С 1914 года — актёр театров Полтавы, Киева, Харькова, Львова.
Играл на сцене театра «Березиль». Был актёром Общества украинских драматических артистов.
Один из организаторов нового Полтавского театра, режиссировал спектакли в созданном в 1924 году на базе Общества украинских драматических артистов театре «РУХ» в Полтаве и Полтавском украинском драматическом обществе.
После 1945 — актёр театра оперетты во Львове (1945—1953) (позже Одесский театр музыкальной комедии).
Затем был одним из ведущих актёров Львовского украинского драматического театра имени М.Заньковецкой.
Похоронен на Лычаковском кладбище во Львове.

## Роли в театре
Амплуа — комический актёр.
- Гуска в комедии Н. Кулиша «Так погиб Гуска».
- Расплюев в пьесе «Свадьба Кречинского»  А. В. Сухово-Кобылина.

## Роли в кино
В кино с 1954 года.
- 1954 — Назар Стодоля — Хома Кичатый
- 1956 — Есть такой парень — Самылкин
- 1956 — Кровавый рассвет — полицмейстер
- 1960 — Кровь людская — не водица —  Иван Сичкарь
- 1961 — Дмитро Горицвит — Сичкарь
- 1962 — Здравствуй, Гнат — нацистский генерал

## Награды
- орден Ленина (24 ноября 1960)
- орден «Знак Почёта»
- народный артист Украинской ССР (1954)